# Losau (Wernberg-Köblitz)
Losau ist ein Ortsteil der oberpfälzischen Marktgemeinde Wernberg-Köblitz im Landkreis Schwandorf des Regierungsbezirks Oberpfalz im Freistaat Bayern.

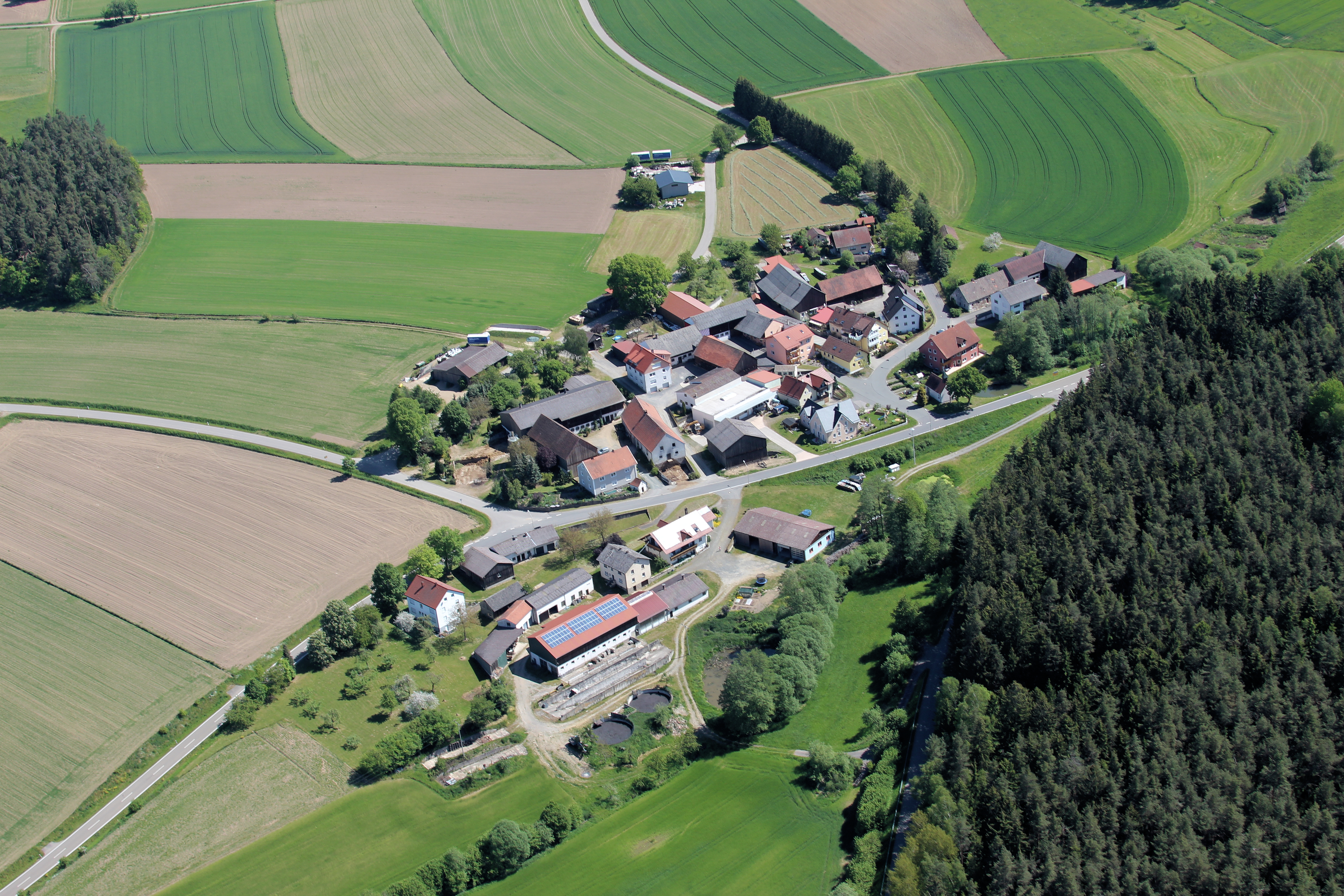
Losau (2016)

## Geografie
Losau liegt etwa 5 Kilometer östlich von Wernberg.
Zum Ort gehörte der etwa 0,5 Kilometer südlich oberhalb liegende Einzelhof Kühlohe an der Verbindungsstraße Losau-Weihern.

## Etymologie
Der Ortsname Losau, um 1250 "Lasan" ist zu slavisch ".*Lažane", "Bewohner der Rodung" ui "laz", "Rodung" zu sehen. Dabei handelt es sich um einen in Nordostbayern mehrfach vertretenen slavischen Namenstyp mit Verbindungen ins Vogtland und ins Saalegebiet, wie z. B. Ober- und Unterlosa südlich von Plauen oder Losa im Kreis Reichenbach im Vogtland. Eine Namensverwandtschaft besteht auch zum tschechischen Lažany (nordöstlich Prag). In Niederösterreich wird das dortige Losau, das 1123 unter dem Namen "de Lassach" erscheint, etymologisch vom slawischen Ortsnamen *Lažach mit der Basis *Laz " - Gereut" abgeleitet.
Die Siedlung Kühlohe entstand erst 1860, als Peter Bischof von Schiltern nach einem Güterkauf aussiedelte. Dabei wurde die Bezeichnung eines Flurstücks übernommen. Dieses setzte sich zusammen aus dem Tiernamen Kuh und Lohe (=lichter Wald).

## Entwicklung
Der gesamte Raum östlich der Naab in der mittleren Oberpfalz gilt seit spätestens dem 8. Jahrhundert als Siedlungsgebiet von Slawen. Diese hatten sich entlang der Altstraßen, Bach- und Flussläufe niedergelassen. Auch durch Losau fließt der Schilternbach, der das gesamte Tal in Richtung Naab entwässert. Das am südlichen Rand einer Rodungsinsel liegende Losau wurde an einer Terrasse dieses Baches gegründet. Im engeren Umfeld von Losau spielten die nahen slawischen Siedlungen von Söllitz, Döllnitz, Köttlitz und Trausnitz, aber auch das nahe Wittschau eine Rolle. Über das Pfreimdtal gab es eine Verbindung hinein nach Böhmen.
Losau wird 1218 in einer Urkunde des Klosters Waldsassen als "Lasan" urkundlich. Friedrich von Waldthurn tauschte damals Dörfer im heutigen Landkreis Tirschenreuth gegen Waldsassener Gutsbezirke in Pirk, Losau, Reuth bei Erbendorf, Letzau u. a. Stammvater der Waldthurner, Waldauer und Losauer soll Berthold von Rothenstadt gewesen sein. Um 1225 wird "Eberh(ardo) de Lasan" mit seinem Bruder Heinrich genannt. 1237 wurde Eberhard von Losau nochmals als Zeuge erwähnt.
Die Losauer ließen sich spätestens ab der Mitte des 14. Jahrhunderts in Woppenhof nieder. Ein Eberhard Losauer war am 3. Februar 1352 Richter zu Leuchtenberg und ist am 23. April 1352 "gesessen zu Poppenhof". Am 16. April 1417 erscheint Peter Losauer, gesessen zu Poppenhof. Einen Einblick in ihren Besitz erlaubt das älteste leuchtenbergische Lehenbuch von 1396/1399. Demnach hatten sie von den Landgrafen von Leuchtenberg zu Lehen:
a) Eberhard Losauer: Das Dorf "Wiezschaw" (Wittschau), einen halben Hof zu "Mycheldorf" (Michldorf), einen Hof zu Enczkoßhof (abgegangen, bei Wernberg), einen Hof zu Losau, einen Hof zu "Thauchendorf" (Tauchersdorf bei Perschen), einen Hof zu Hartenrewt (abgegangen bei Weiden), einen Hof zu Nazzenharde (abgegangen), die Vogtey über die Hanhöf (untergegangene Ortschaft), zwei Wiesen unter Werdenberg (Wernberg), einen Hof zu Dietrichsdorf, einen Hof zu "Teymdorf" (Deindorf), ein Lehen zu "Teymdorf" (Deindorf).
b) Heinrich Losauer: Einen Hof zu "Kobliez" (Köblitz), drei Güter zu "Wiezschaw" (Wittschau), einen Hof zu Losau, zwei Wiesen und einen Acker zu "Werenberg" (Wernberg).
Bis in die erste Hälfte des 15. Jahrhunderts sind sie dann als Inhaber von Woppenhof nachweisbar. Der letzte Angehörige dieses Geschlechts war hans Losinger, dann erscheint 1455 sein Schwager Heinrich der Fronberger als Herr zu Woppenhof und Losau.
Seit der Mitte des 14. Jahrhunderts wurden zunehmend Zehente aus Losau an die Kirche Pfreimd verkauft und gestiftet.
1443 verkaufte der Nabburger Bürger Hans Prasch 2 Höfe in Losau.
Um die Mitte des 16. Jahrhunderts hatten die Landgrafen von Leuchtenberg in Losau vier Höfe, während drei Höfe und ein Lehen zum Pflegamt Nabburg gehörten. Bis zum Jahr 1803 waren in Losau 10 Anwesen entstanden. Die statistische Beschreibung vom 23. Oktober 1803 verzeichnete in Losau fünf ganze und fünf halbe Höfe. Davon gehörten 6 Höfe ins Landrichteramt Leuchtenberg und 4 Höfe nach Nabburg.
Im Jahr 1821 wurde die Gemeinde Losau aus den Dörfern Losau und Schiltern sowie dem Prügelhof bei Schiltern gebildet. Zu diesem Zeitpunkt umfasste die Ortschaft 13 Familien in Losau und 12 Familien in Schiltern. Die beiden Orte gehörten zum 1830 errichteten Landgericht Treswitz bzw. dem späteren Bezirksamt Vohenstrauß. 1830 hatte das Dorf Losau 12 Häuser und 70 Einwohner. 1857 wurde die Gemeinde dann dem Landgericht Nabburg zugeschlagen. Kurz darauf wurde die Gemeinde Losau wie folgt beschrieben: Losau (13 Häuser/80 Seelen), Prüglhof (2 Häuser/20 Seelen), Schiltern (11 Häuser/65 Seelen), Ziegelhütte (1 Haus/5 Seelen). Am 1. Januar 1972 wurde die Gemeinde Losau dann im Rahmen der Gebietsreform in den Markt Wernberg eingegliedert.
1982 wurde die Nebenkirche "Beata Maria virgo" erbaut.